# Leider Riascos
Leider Riascos (López de Micay, Cauca, Colombia; 4 de julio del 2000)  es un futbolista colombiano que juega de lateral derecho. Su actual equipo es el Deportes Tolima de la Categoría Primera A.

## Trayectoria

### Deportes Tolima
- Inició su carrera de futbolista en las divisiones menores del equipo vinotinto y oro, cómo juvenil participó en el campeonato nacional sub-17 y por su buen desempeño logró la oportunidad de entrenar y jugar en el equipo profesional.

## Estadísticas
- Actualizado el 7 de agosto del 2025.

| Club                      | País     | Año       | Partidos | Goles | Asist |
| ------------------------- | -------- | --------- | -------- | ----- | ----- |
| Deportes Tolima           | Colombia | 2020-2024 | 66       | 0     | 2     |
| Club Deportivo La Equidad | Colombia | 2024-2025 | 26       | 5     | 1     |
| Total                     | Total    | Total     | 92       | 5     | 3     |

## Palmarés

### Torneos nacionales
| Título                | Club            | País     | Torneo         |
| --------------------- | --------------- | -------- | -------------- |
| Categoría Primera A   | Deportes Tolima | Colombia | Apertura 2021  |
| Superliga de Colombia | Deportes Tolima | Colombia | Superliga 2022 |